# Apostoloff
Apostoloff ist ein Roman von Sibylle Lewitscharoff, der 2009 in Frankfurt am Main erschien.
Der Fahrer Apostoloff fährt in seinem Daihatsu zwei schwäbische Damen quer durch Bulgarien. In der jüngeren der beiden Schwestern mittleren Alters – der ständig spöttelnden Ich-Erzählerin – erkennt Volker Hage in seiner Besprechung im Spiegel das Alter Ego der Autorin.

## Inhalt
Ein Blick in das Inhaltsverzeichnis des Werks lässt aus einigen Kapitelnamen – Schumen, Varna, Nessebar und Sofia – auf die Niederschrift der Reiseerlebnisse einer Bulgarien-Touristin schließen. Diese Vermutung stößt aber nur auf die erste der mindestens drei Erzählebenen des Romans. Ebenen zwei und drei beinhalten die Vorgeschichte der kleinen Bulgarienrundfahrt – eine Trauerreise – sowie einen Rückblick auf Ereignisse in Degerloch, Wurmlingerstraße 14 so um die 1960er und 1970er Jahre. 
Gleich zu Romananfang wundert sich der Leser: Was sollen die Hasstiraden der Ich-Erzählerin gegen den eigenen Vater Kristo und sein Heimatland Bulgarien? Antwort: Die Schwestern waren noch Schulmädchen, als sich der 43-jährige Vater erhängte. Die zwei Schwestern verbindet auch noch zur Erzählzeit die Feindschaft zu dem Vater. Während ihrer Bulgarienrundreise liest die Ich-Erzählerin nachts im Hotelzimmer Martin Amis’ „Koba der Schreckliche. Die zwanzig Millionen und das Gelächter“. Des Weiteren vermuten die Bulgaren, Hitler habe ihren König Boris III. im Sommer 1943 vergiften lassen. Die Ich-Erzählerin will den unlogischen Kram nicht glauben und wendet sich verärgert wiederum der Lektüre vom Gelächter Kobas zu. Sibylle Lewitscharoff kommt im Plot ein paar Seiten später auf ihre Assoziation zurück. Den Sofioter Verwandten sei nicht auszureden, so die Ich-Erzählerin, der Vater sei entweder vom bulgarischen Geheimdienst oder von seinem schwäbischen Eheweib ins Jenseits befördert worden.
Der Selbstmörder stammt aus Sofia. Seine und Apostoloffs Familie waren zu Rumen Apostoloffs Kinderzeit dort Nachbarn. Bereits als Neunjährige hatte die Ich-Erzählerin die Sofioter Großeltern zusammen mit ihrem Vater aufgesucht. Nun, auf der mehrtägigen Rundreise zu dritt kreuz und quer durch Bulgarien, hält die Ich-Erzählerin ein vielblättriges Geschenk in den Händen. Es sind eng beschriebene Manuskriptseiten aus der Feder Rumens – Übersetzungen der voluminösen Aufzeichnungen des Sofioter Großvaters der reisenden Schwestern ins Deutsche. Die Relativierung folgt auf dem Fuße. Die Schriften haben nämlich keinen Menschen interessiert; höchstens ihren Verfasser. 
Verzwickt wird die Antwort auf eine Frage bezüglich der Erzählebene zwei, also jener oben erwähnten Trauerreise. Diese Anreise wird von der Ich-Erzählerin in kunterbunter Reihenfolge immer einmal während ihres Bulgarien-Tourismus ein Stück nacherzählt. Was treibt eigentlich den agilen Alexander Iwailo Tabakoff nach Sofia? In Stuttgart gibt es seit etwa 1944 eine Gemeinde bulgarischer Emigranten. Deren Oberhäupter waren allesamt nach ihrem Ableben auf Stuttgarter Friedhöfen beerdigt worden. Tabakoff, ein steinreicher Amerikaner, ehemals Mitglied jener schwäbischen Exilanten-Gemeinschaft, seinerzeit wohnhaft in Sillenbuch, hat also überlebt, landet in Germany und zieht dort ein ehrgeiziges Projekt durch. Die sterblichen Überreste genannter neunzehn Bulgaren waren kurz vor Beginn der Romanzeit (Ebene eins) exhumiert, in einem Korso aus dreizehn Nobellimousinen auf den Balkan überführt und dort in Sofioter Heimaterde auf dem Zentralfriedhof – zuvor kryotechnisch mumifiziert – zur Letzten Ruhe gebettet worden. Die geschäftstüchtige um die zwei Jahre ältere Schwester der Ich-Erzählerin hatte Tabakoff die Genehmigung der Schwestern zu der Überführung für ein Entgelt von 70 000 € gegeben. Tabakoff hatte auf dem Korso Belgrad gemieden und seiner phanariotischen Abstammung wegen des Umwegs über Griechenland via Zürich, Mailand genommen. Kurz vor der Abfahrt in Stuttgart hatten sich die Zankoff-Zwillinge – die Herren Marco und Wolfi – in die geräumige Limousine der Schwestern gedrängt. Man kennt sich seit Schulzeiten und hat sich zwischendurch aus den Augen verloren. Die Ich-Erzählerin gibt ein Gespräch mit Wolfi zum Besten, in dem sie Neuigkeiten erfährt. Das Gespräch hatte auf der Adria-Fähre stattgefunden und hatte die Väter betroffen. Der Stuttgarter Bordellbesitzer Zankoff hatte 1946 – also nach dem Einmarsch der Roten Armee – mit dem Arzt in einem Sofioter Gefängnis gesessen. Der Vater der Ich-Erzählerin hatte seine Verwandten besucht und war wegen Spionageverdachts inhaftiert worden. Immerhin hatte er seit 1943 in Tübingen, also im Deutschen Reich, gelebt. Zankoff, der Gefangene mit den besseren „Verbindungen“, hatte die Freilassung der zwei erwirkt. Allerdings hatten sich beide schriftlich zur Mitarbeit im bulgarischen Geheimdienst verpflichten müssen. Die sonst gesprächige Ich-Erzählerin schweigt  sich zu diesen Fakten in den restlichen drei Kapiteln des Buches aus. Bezeichnenderweise trägt das letzte den lakonischen Titel „Alles Weitere bleibt geheim“. Darin ergreift sie für den toten Vater das Wort und legt ihm „Ihr könnt mich mal kreuzweise“  in den Mund. Sonderbar: sowohl der Bordellbesitzer als auch der Arzt sterben als Mittvierziger in der BRD eines gewaltsamen Todes. Zankoff verunglückt in seinem Karmann-Ghia.
Die Beweggründe Tabakoffs zu dem aufwendigen Leichenzug nach Sofia können nur erraten werden. Entweder ist er ein bulgarischer Patriot oder er hat sich im Sofioter Bestattungsgewerbe etabliert oder aber beides trifft zu.

## Rezeption
- 2009 Ursula März bei Deutschlandradio Kultur: Abrechnung mit Bulgarien.
- 2009 Maike Albath in der Frankfurter Rundschau: Apostoloff. Bitte mich zu entbehren
- 2009 Die Berliner Literaturkritik: Bulgarische Heimholung. „Apostoloff“ – Sibylle Lewitscharoffs preisgekrönter Roman
- 2009 Richard Kämmerlings in der Frankfurter Allgemeinen: Die Ideenlehre des Schafskäses
- 2009 Eberhard Falcke in der Zeit: Das Unglück, mal ganz fidel.
- 2009 Volker Hage im Spiegel: Den Vater im Genick
- 2009 Peter Mohr in literaturkritik.de: Ästhetik des Hasses.
- 2009 Wolfram Schütte bei lyrikwelt.de: Die Wut über den verlorenen Glauben.
- 2013  Georg Diez bei  spiegel.de: S.P.O.N. - Der Kritiker: Die Kleinbürgerin, die die Gegenwart bekämpft

## Auszeichnungen
- 2009: Preis der Leipziger Buchmesse (Kategorie Belletristik)